# برزنو (ناحیه ملادا بولسلاف)
برزنو (به چکی: Březno) یک منطقهٔ مسکونی در جمهوری چک است که در ناحیه ملادا بولسلاو واقع شده‌است.